# Wladislaw Alexejewitsch Schitow
Wladislaw Alexejewitsch Schitow (russisch Владислав Алексеевич Шитов; * 7. Mai 2003 in Jaroslawl) ist ein russischer Fußballspieler.

## Karriere

### Verein
Schitow begann seine Karriere bei Lokomotive Moskau. Im Januar 2015 wechselte er in die Jugend von Spartak Moskau. Zur Saison 2020/21 rückte er bei Spartak in den Kader der zweitklassigen Reserve. Für diese debütierte er im August 2020 gegen Irtysch Omsk in der Perwenstwo FNL. In jener Partie, die Spartak-2 mit 5:0 gewann, erzielte Schitow prompt seine ersten beiden Tore im Erwachsenenbereich und Profifußball. In seiner ersten Zweitligasaison kam er insgesamt zu 24 Einsätzen, in denen er fünf Tore machte.
Im November 2021 stand er gegen den FK Krasnodar erstmals im Kader der ersten Mannschaft. Sein Debüt für diese gab der Stürmer schließlich im Dezember 2021 gegen den FK Sotschi. Bis Saisonende kam er zu zwei Einsätzen in der Premjer-Liga. Zur Saison 2022/23 wurde er an den Ligakonkurrenten Krylja Sowetow Samara verliehen.

### Nationalmannschaft
Schitow durchläuft seit der U-15 sämtliche russische Jugendnationalauswahlen.

## Persönliches
Sein älterer Bruder Anton (* 2000) und sein Zwillingsbruder Witali sind ebenfalls Fußballspieler und stehen beide auch bei Spartak unter Vertrag.